# Агаханов, Халназар Аманназарович
Халназар Аманназарович Агаханов (туркм. Halnazar Amannazarowiç Agahanow; 25 февраля 1952, Ашхабад — 29 июня 2013, Берлин) — туркменский государственный деятель, дипломат. Был Чрезвычайным и Полномочным Послом Туркменистана в Казахстане (1999—2000), России (2000—2012), Болгарии (2009—2012), Германии (2012—2013) и Латвии (2012—2013).

## Биография
Окончил заочно Самаркандский кооперативный институт в 1979 году.
Трудовую деятельность начал в 1969 году продавцом Ашпромторга.
В 1969—1979 годах — продавец, старший продавец, заведующий промтоварным магазином, заведующий отделом торговли Советского райисполкома.
С 1979 года — сотрудник Государственной торговой инспекции Министерства торговли Туркменской ССР.
С 1980 года — старший инспектор Советского райпищеторга города Ашхабада, начальник торгового отдела, заместитель начальника управления торговли Ашгорисполкома.
В 1985—1987 годах — начальник государственной торговой инспекции Министерства торговли Туркменистана, директор райпищеторга.
С 1987 года — заместитель, с 1988 года — 1-й заместитель председателя правления Туркменпотребсоюза.
С января 1991 года — Министр торговли Туркменистана, с июля 1994 — Министр торговли и ресурсов.
С 28 декабря 1998 — Министр торговли и внешнеэкономических связей Туркменистана, позже — заместитель председателя Кабинета Министров — министр торговли и внешнеэкономических связей Туркменистана. 23 апреля 1999 года, освобожден «в связи с переходом на другую работу».
В апреле 1999 года назначен Чрезвычайным и Полномочным Послом в Республике Казахстан, прибыл в мае 1999 года.
С 29 января 2000 — Чрезвычайный и Полномочный Посол Туркменистана в Российской Федерации. С июня 2009 года Чрезвычайный и Полномочный Посол Туркменистана в Республике Болгария по совместительству.
С мая 2012 года — Чрезвычайный и Полномочный Посол Туркменистана в Федеративной Республике Германия. С июня 2012 года — Чрезвычайный и Полномочный Посол Туркменистана в Латвии по совместительству.
29 июня 2013 года после тяжелой болезни скончался в Берлине на 62 году жизни. Похоронен в Ашхабаде.

## Личная жизнь
Был одним из самых богатых людей Туркмении.
Родственник, выдвиженец и ближайший друг Ниязклыча Нурклычева.
Жена по национальности азербайджанка, Тубаханум. Имеют троих детей.

## Награды
- Орден «Алтын Асыр» II степени (2009 год) — за большой личный вклад в укрепление суверенитета и независимости Туркменистана, повышение его международного авторитета, долголетний добросовестный и самоотверженный труд, а также принимая во внимание особые заслуги в развитии экономических, политических и культурных отношений между Туркменистаном и Российской Федерацией[7]
- Медаль «За любовь к Отечеству» (21 октября 2016 года, посмертно) — за большие успехи в упрочении независимости и суверенитета Туркменистана, приумножении экономического потенциала и международного авторитета страны, реализации государственных программ по планомерному развитию промышленной, нефтегазовой, транспортно-коммуникационной, сельскохозяйственной и водохозяйственной отраслей, других секторов экономики, в образцовой государственной и общественной деятельности, за весомый вклад в ускоренное развитие сфер науки и техники, литературы, культуры и искусства, физкультуры и спорта, образования, здравоохранения и социальных услуг, воспитание молодёжи в духе безграничной любви, уважения и преданности Родине, мужества и добросовестности, учитывая особые заслуги перед независимым государством и родным народом, многолетний добросовестный, и самоотверженный труд, а также в ознаменование славного 25-летнего юбилея великой независимости нашего нейтрального государства[8]
- Медаль «20 лет Независимости Туркменистана» (2011 год)[9]